# Robinson Mickey
Pour plus de détails, voir Fiche technique et Distribution.
Robinson Mickey (Mickey's Man Friday) est un dessin animé de Mickey Mouse produit par Walt Disney pour United Artists et sorti le 19 janvier 1935.

## Synopsis
Mickey est sur une île et doit se battre contre une tribu de cannibales. Il rencontre un homme qu'il baptise Vendredi. Après s'être enfui du camp des indigènes, les deux rescapés se construisent un fort pour se protéger puis une radeau grâce auquel ils peuvent s'enfuir par l'océan.

## Fiche technique
- Titre original : Mickey's Man Friday
- Autre titre :
  - France : Robinson Mickey
- Série : Mickey Mouse
- Réalisateur : David Hand
- Voix : Walt Disney (Mickey)
- Producteur : Walt Disney, John Sutherland
- Distributeur : United Artists
- Date de sortie : 19 janvier 1935[1]
- Format d'image : Noir et blanc
- Musique : Frank Churchill (non crédité), Bert Lewis
- Son : Mono
- Durée : 7 min
- Langue : (en)
- Pays :  États-Unis

## Commentaires
Cette histoire s'inspire de celle de Robinson Crusoé.